# 南夏州
南夏州，南北朝时西魏及唐朝初年设立的州。
西魏在大安郡长泽县（治所在今内蒙古鄂尔多斯市鄂托克前旗东南城川古城）置南夏州，下辖大安郡、阐熙郡。辖境相当今内蒙古自治区乌审旗等地。西魏废帝三年（554年）改南夏州为长州。隋炀帝时，长泽县属于朔方郡。
唐高祖武德六年（623年）置夺得梁师都的宁朔县（今陕西省靖边县东），设立南夏州。辖境相当今陕西省靖边县。唐太宗贞观二年（628年），平定梁师都，废南夏州，宁朔县复归夏州。